# Chalk's Ocean Airways-vlucht 101
De Chalk's Ocean Airways-vlucht 101 was een vliegramp nabij Miami Beach (Florida) op 19 december 2005. Aan boord van de in 1947 gebouwde Grumman G-73 Mallard bevonden zich achttien passagiers en twee bemanningsleden, die allen omkwamen. De crash werd veroorzaakt door metaalmoeheid, waardoor een vleugel losraakte van de vliegtuigromp. Een aantal maanden na het afronden van het onderzoek naar het ongeluk hield Chalk's Ocean Airways op te bestaan.